# Char Büffel
Le Bergepanzer Büffel ou Bergepanzer 3 (BPz3), en français char de dépannage Büffel, est un char de dépannage, intégré au sein de formations blindées. Il sert également de char du génie ou à mettre en place des parties de pont mobile avec sa grue.

## Histoire
En 1977, les sociétés Porsche et Maschinenbau Kiel GmbH (MaK) ont reçu l'ordre de réaliser des études préliminaires pour un nouveau véhicule blindé de dépannage (ou en anglais Armoured Recovery Vehicle (ARV)) capable de transporter des charges jusqu'à la classe de charge militaire (MLC) 60. Après avoir déterminé le concept de base, les études pour la conception constructive du nouvel ARV ont commencé en 1982. Pendant la phase de définition entre 1984 et 1986, un prototype a été développé. En 1987, un contrat a été signé pour deux prototypes supplémentaires et la conversion d'un véhicule d'essai. 
Le Bergepanzer 3 Büffel a été développé par Krupp-MaK sur la base d'un besoin tactique défini dans le cadre d'un partenariat étroit entre la Bundeswehr et les forces armées néerlandaises. Les trois prototypes ont commencé leurs essais techniques, tactiques et logistiques en 1988. Après la fin des essais et l'évaluation des données recueillies, MaK a reçu en 1990 un contrat en tant que contractant principal pour la production en série du Bergepanzer 3 Büffel pour la Bundeswehr et l'armée néerlandaise.  

## Caractéristiques

### Blindage
Deux kits de protection sont disponibles pour le Bergepanzer 3 : une légère et une lourde. Ils peuvent être montés en fonction de la mission et du niveau de menace.
Pour la protection contre les engins explosifs improvisés, le Bergepanzer 3A1 Büffel (avec les kits de protection légère comme lourde) comporte quatre modules de protection contre les EEI et dix panneaux de protection supplémentaires sur le châssis. Les modules de protection contre les EEI fixés sur les côtés de la caisse protègent contre les effets des EEI avec des obus d'artillerie et des EEI à charge génératrice de noyau,.

#### Protection légère
Dans le cas de la suite de protection légère, les modules de protection de l'armure complémentaire de la suite de protection lourde sont retirés sur le côté gauche et remplacés par des modules plus légers. Les modules de protection de l'armure complémentaire de la combinaison lourde sont entièrement retirés du côté droit. En outre, certains éléments de lattes sont retirés. Les deux modules de protection blindée complémentaires frontaux doivent toujours rester en place, car ils comportent des supports pour les feux, le dispositif de visée du conducteur et le système de décharge des grenades fumigènes. 

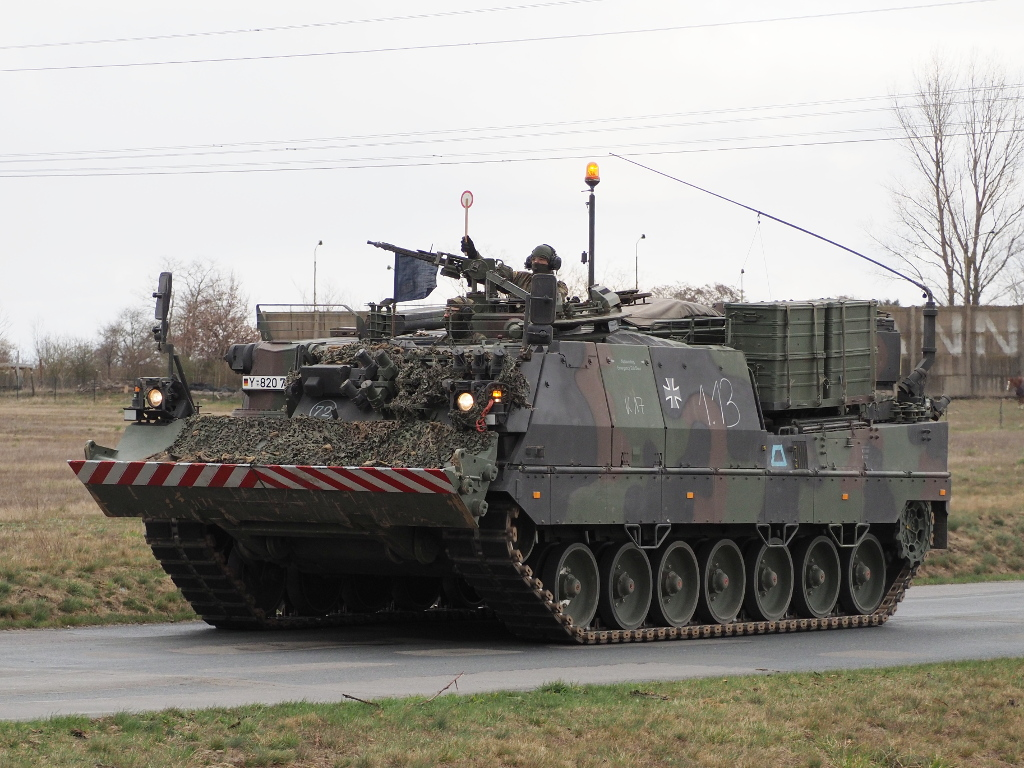
Bergepanzer 3 Büffel avec la protection légère

Le compartiment de l'équipage et les parties du plancher de la caisse situées sous le plancher intermédiaire sont recouverts de l'intérieur de fibres d'aramide à haute résistance d'une épaisseur de 15-201 mm afin de réduire ou d'éviter un cône d'éclatement si le blindage est pénétré par un projectile. Afin d'augmenter les niveaux de protection contre les mines, une plaque de protection contre les mines de 1 735 kg a été installée sous la caisse. Pour réduire les dommages mécaniques causés à la plaque de protection contre les mines par des influences extérieures, un capuchon de protection a été soudé sur la caisse. Lors de la conversion du Bergepanzer 3A0 à la configuration 3A1, l'ensemble de l'intérieur a de nouveau été révisé en raison des aspects liés à la protection contre les mines. Les assemblages et les supports pertinents ont été modifiés afin de minimiser le risque de blessures de l'équipage dues à une explosion. 
Pour la protection contre les EEI, le Bergepanzer 3A1 Büffel (avec les ensembles de protection légers et lourds) comporte quatre modules de protection contre les EEI et dix panneaux de protection supplémentaires sur le châssis. Les modules de protection contre les EEI fixés sur les côtés de la coque protègent contre les effets des EEI d'artillerie et des EEI à pénétrateur explosif. Les espaces entre les supports de bras de roues sont fermés par des panneaux de protection simples.
Les jupes latérales légères de première génération du Bergepanzer 3A0 ont été remplacées par des jupes latérales légères de troisième génération qui sont désormais également utilisées sur les chars de combat Leopard 2 de la Bundeswehr. 

#### Protection lourde
Pour ce qui concerne la protection lourde, le compartiment de l'équipage est protégé autant que possible par 17 modules de protection blindée supplémentaires contre les munitions hautement explosives. En raison de la modification de la largeur du véhicule, la lame de soutien et la lame de remblayage ont dû être équipées d'extensions.
Le module de protection blindée supplémentaire de 480 kg monté sur la porte latérale de secours du compartiment de l'équipage peut être projeté de l'intérieur ou de l'extérieur en cas d'urgence. Le module de protection blindée supplémentaire situé devant le système de protection contre les surpressions NBC sur le côté droit du véhicule doit être décroché et tourné vers l'avant pour l'entretien de ce système.
Le blindage cage protège contre les ogives antiblindage et devrait principalement protéger le compartiment de l'équipage et le système d'alimentation en carburant. Les éléments de blindage du compartiment de l'équipage sont montés au-dessus et au-dessous des modules complémentaires, ainsi que sur le toit du compartiment de l'équipage.
Deux éléments de lattes supplémentaires sont situés sur les modules de protection blindée additionnels sur le côté du bras de la grue, ainsi qu'à l'avant de celui-ci. Pour protéger le système d'alimentation en carburant, un élément de latte a été installé des deux côtés du véhicule, au-dessus des cinquième et sixième paires de roues. L'élément de gauche sert également de marche pour faciliter l'accès au sommet du véhicule.
Des feux arrière supplémentaires ont été installés à l'arrière de ces deux éléments de lattes avec des fermetures rapides. Chacun des deux 
ensembles de feux arrière est constitué d'un feu arrière intégré, d'un clignotant et d'un réflecteur.
Le compartiment de l'équipage et les parties du plancher de la caisse situées sous le plancher intermédiaire sont recouverts de l'intérieur de fibres d'aramide haute résistance de 15 à 20 mm d'épaisseur afin de réduire ou d'éviter la formation d'un cône d'éclatement en cas de pénétration du blindage par un projectile. Afin d'augmenter les niveaux de protection contre les mines, une plaque de protection contre les mines de 1 735 kg a été installée sous la coque. Pour réduire les dommages mécaniques causés à la plaque de protection contre les mines par des influences extérieures, un capuchon de protection a été soudé sur la coque. Lors de la conversion du Bergepanzer 3A0 en configuration 3A1, l'ensemble de l'intérieur a de nouveau été révisé en raison des aspects liés à la protection contre les mines. Les assemblages et les supports pertinents ont été modifiés afin de minimiser le risque de blessures de l'équipage dues à une explosion. Les espaces entre les supports de bras de roue sont fermés par des panneaux de protection simples. 
Les jupes latérales légères qui étaient montées sur les premiers Leopard 2 (2A0 au 2A4 lot 7) et également monté sur Bergepanzer 3A0 ont été remplacées par des jupes latérales légères de troisième génération qui sont désormais également utilisées sur les Leopard 2 de la Bundeswehr, jupes monté sur tous les Leopard 2 depuis 2015,.

## Variantes
- Bergepanzer 3A0 (BPz 3A0) : Version de base
  - Bergepanzer 3A0A1 (BPz 3A0A1) : Sous variantes du 3A0, en 2015 la caméra SPECTUS de Hensoldt AG fut installé. La modernisation s'est effectuée entre 2015 et 2019[5],[6].
  - Bergepanzer 3A0A2 (BPz 3A0A2) : Entre 2019 et 2024, 69 BPz 3A0A1 ont été équipés de nouveaux équipements de dépannage et de plateforme de soutien universel au-dessus du compartiment moteur, l'ajout d'un dispositif de récupération à l'avant du véhicule permet de récupérer les véhicules lourds[5],[6].
  - Bergepanzer 3A0A3 (BPz 3A0A3) : Modernisation de 2023, intégrant une radio SEM 90, du système d'information de commandement des forces terrestres (Führungsinformationssystem Heer (FüInfoSysH)), du dispositif de récupération du champ de bataille et de la plateforme de transport universelle[5],[6].
  - Bergepanzer 3A0A4 (BPz 3A0A4) : Modernisation datant d'entre 2021 et 2022 dans le cadre Very High Readiness Joint Task Force (VJTF) 2023, les modifications comporte la radio SEM 90 et système d'information de commandement des forces terrestres (Führungsinformationssystem Heer (FüInfoSysH))[5],[6].

- Bergepanzer 3A1 (BPz 3A1) : Ca arrive.

- Entpannungspanzer : Le BPz 3 suisse diffère des versions allemandes par la présence d'une mitrailleuse M2HB de 12,7 mm au poste de commandement, d'un système de rangement différent à l'arrière du véhicule et d'un équipement de récupération sur le champ de bataille monté à l'arrière[7].

- Bärgningsbanvagn 120 (Bgbv 120) :
  - Bärgningsbanvagn 120A (Bgbv 120A) : Les BPz 3 suédois différent des versions allemandes, par la présence d'un GPS, système de récupération de combat à l'arrière, caméra de recul pour le conducteur, lame de remblayage plus large et extensible, treuil supplémentaire de 1,5 tonne, revêtement par eclat (Spall liner) dans le compartiment de l'équipage, équipement d'éclairage modifié, système lance-grenades fumigènes GALIX, système de commandement et de contrôle des chars (Tank Command-and-Control System (TCCS) en anglais), remplacement du poste de mitrailleuse Type 2350 par le Type 2048 HYM accueillant la mitrailleuse KSP58 de 7,62 mm[8].
    - Bärgningsbanvagn 120C (Bgbv 120C) : Bgbv 120A modernisé au standard du Strv 122C[8].

  - Bärgningsbanvagn 120B (Bgbv 120B) : Équipés d'un kit de protection supplémentaire HTR (Heat Transfer Reduction) contre les mines, les engins explosifs improvisés (EEI) et contre les roquettes antichars[8],[9]. D'autres modifications furent effectuées, comme l'instant d'un nouveau système de refroidissement du moteur, installation d'interconnexion et un système d'aide à la gestion[9]. Il est utilisé seulement pour les missions à l'étranger[8].
    - Bärgningsbanvagn 120D (Bgbv 120D) : Bgbv 120B modernisé au standard du Strv 122D[8].

- L2-ARV : Les Bergepanzer 3 singapouriens sont des Leopard 2 (le char) convertis et mis aux normes singapouriennes pour la radio et de commande[10].

- Leopard 2 ARV 3M CAN : Variantes temporaires.  Deux Bergepanzer 3A0 ont été loués en 2007, tout comme les 18 Leopard 2A6, ils ont été mis aux standards "M CAN". Mi-2013, les deux 2 BPz 3A0 ont été mis aux standards BPz 3A1 pour correspondre au reste des 10 BPz 3 commandés à Rheinmetall. Les véhicules ont pris la désignation ARV 3M CAN, mais sont aussi appelés Leopard 2 ARV ou Leopard 2 ARV 3M CAN[11],[12].

## Utilisateurs
- Allemagne - 75 unités[13]
- Autriche - 2 unités louées aux Pays-Bas entre 2001 et 2007, elles étaient en service au sein du Panzerbataillon 33 et de la Heerestruppenschule (école de l'armée)[14]
- Canada - 14 unités, désignation locale ARV 3 M Buffalo. Deux véhicules achetés en Allemagne ont été livrés en août 2007 pour servir en Afghanistan. Douze autres sont des Leopard 2A4 achetés à la Suisse et convertis par Rheinmetall Land Systems en chars de dépannage pour remplacer les ARV Taurus. Livrés entre 2012 et 2014.
- Espagne - 16
- Pays-Bas - 25 unités[15]
- Grèce - 12
- Singapour - 12
- Suède - 14 unités, désignation locale Bgbv 120[16].
- Suisse - 25 unités[17],[18], désignation locale Char de dépannage Büffel Leopard (Char dép Büffel Leopard) / Bergepanzer Büffel Leopard (B Pz Büffel Leopard), acquises avec le programme d'armement 2001 pour remplacer le Char de dépannage 65/88.
- Ukraine - Au moins 1 fourni par le Canada en 2023[19]

## Galerie

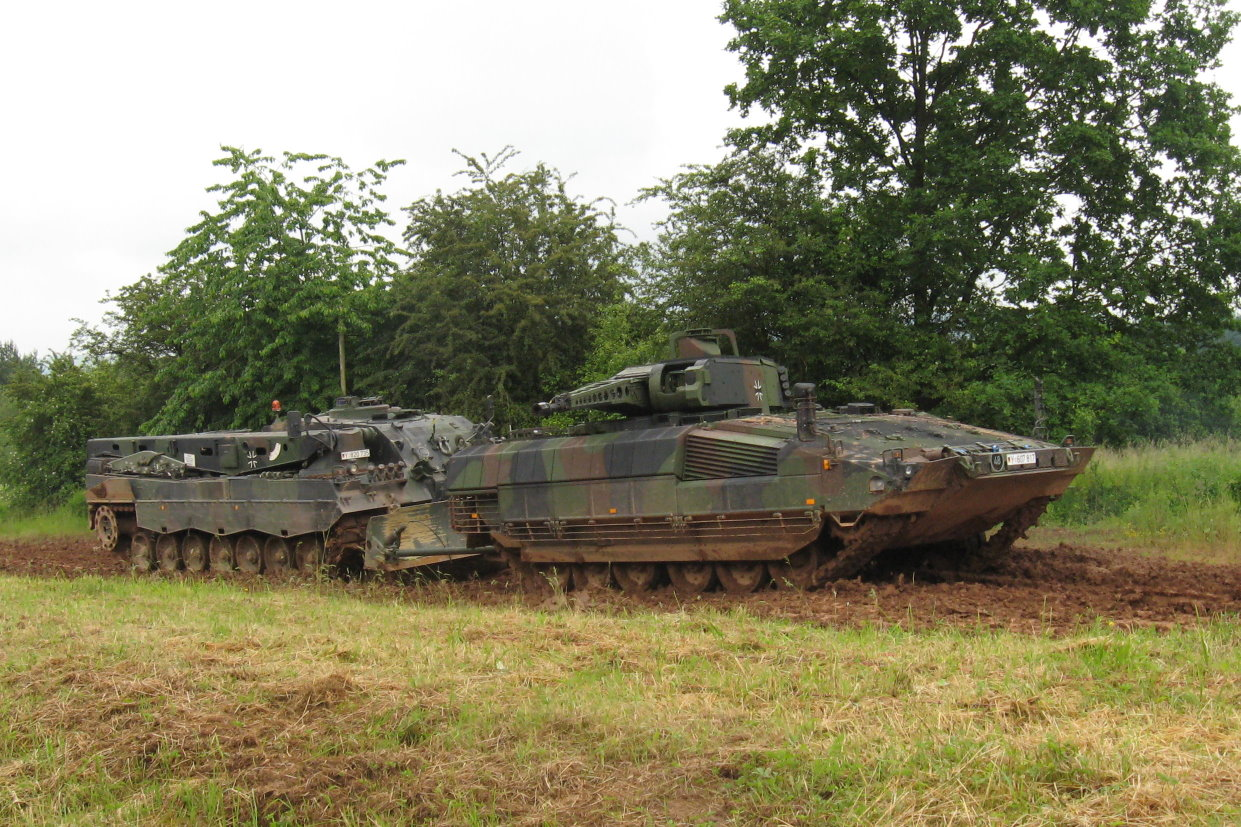
Un Bergepanzer Büffel de la Heer tractant un véhicule de combat d'infanterie Puma (2017)
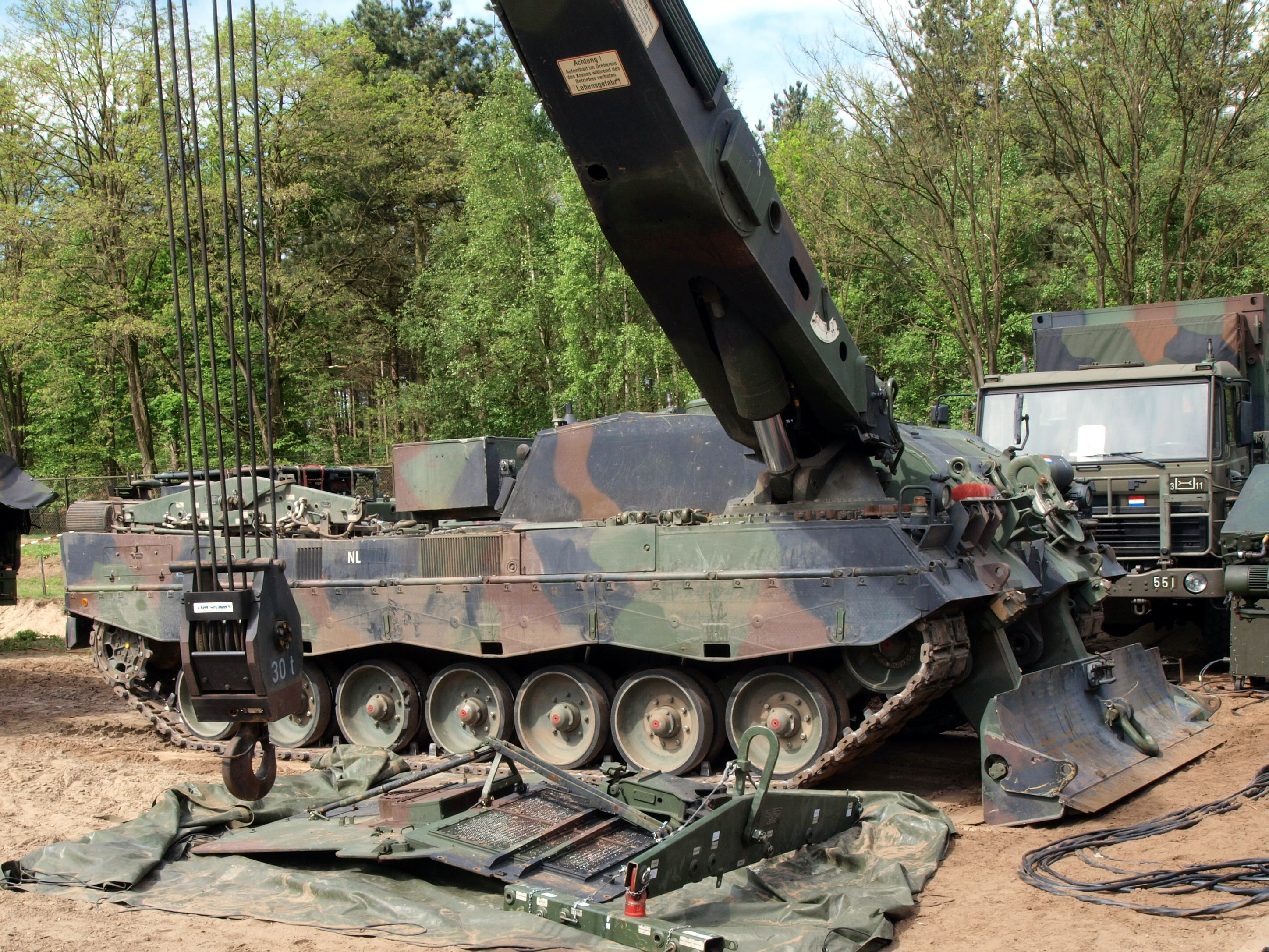
Un Büffel de la Heer avec sa grue déployée (2012)
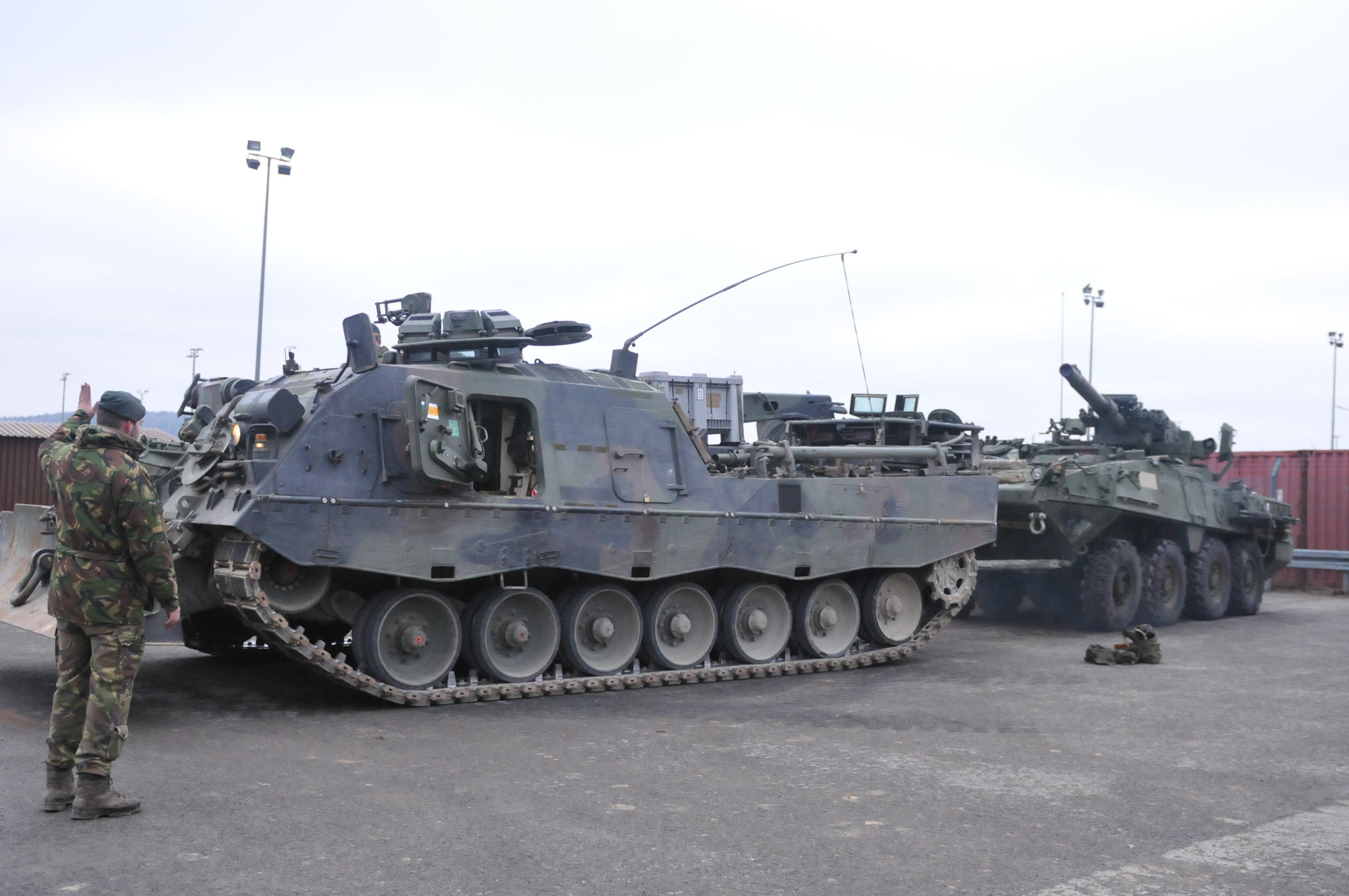
Un Büffel de l'Armée royale néerlandaise (2015)
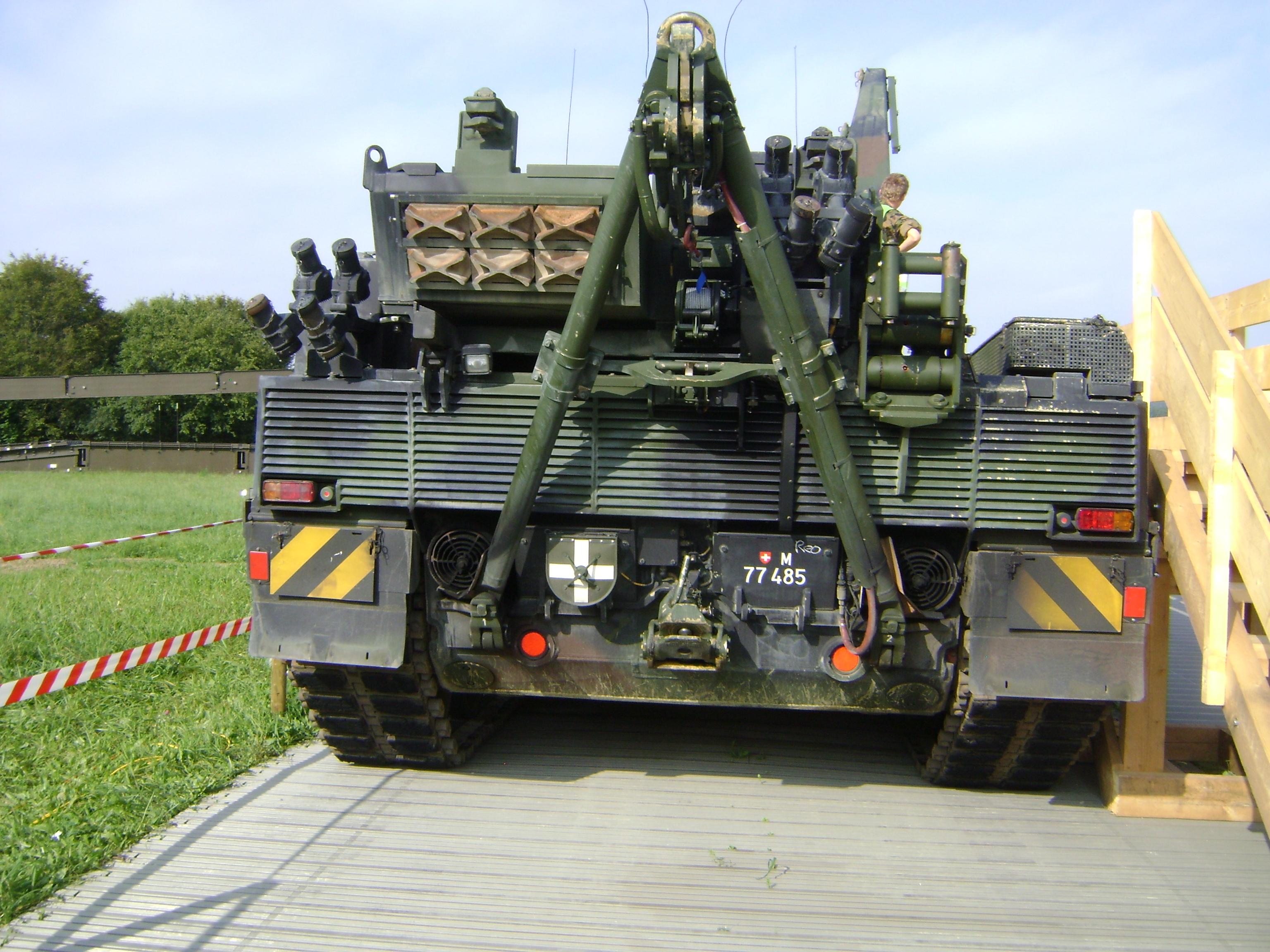
L'arrière d'un Büffel de l'Armée suisse (2014)